# Da Baddest Bitch
Da Baddest Bitch är Trinas debutalbum och hittills bäst säljande album. Det har sålt över 700 000 kopior i USA. 
Genre: Rap

## Låtlista
1. "Da Baddest Bitch" 3:13
2. "If U" (featuring Jill Sobule & The Lost Tribe) 3:13
3. "Hair Dresser Skit" 0:36
4. "Ain't Shit" (featuring Lois Lane) 4:01
5. "Off the Chain With It" (featuring Trick Daddy) 4:14
6. "69 Ways" (featuring J-Shin) 2:40
7. "Club Skit" 1:11
8. "Ball Wit Me" (featuring 24 Karatz) 3:16
9. "Watch Yo Back" (featuring Twista) 4:06
10. "Off Glass" (featuring Deuce Poppi) 3:37
11. "Answering Machine Skit" 0:39
12. "I Don't Need You" (featuring Trick Daddy) 2:18
13. "I Need" (featuring Tre+6) 3:46
14. "I'll Always" 3:23
15. "Mama" (featuring J.A.B.A.N. & J-Shin) 3:08
16. "Take Me" (featuring Pamela Long of Total) 3:55
17. "Pull Over" 3:14